# Matthias Harig
Matthias „Motz“ Harig (* 22. August 1960 in Saarbrücken) ist ein deutscher Jazztrompeter.

## Leben
Von 1970 bis 1978 absolvierte Matthias Harig eine klassische Ausbildung an der Trompete bei Willi Thorn (Symphonieorchester des Saarländischen Rundfunks). Seit 1976 beschäftigte er sich intensiv mit Jazz und spielte als Mitglied regionaler Jazzbands. Er nahm Workshops unter anderem bei Uli Beckerhoff und Jiggs Whigham sowie Siegfried Kessler wahr.
Er hatte Auftritte in vielen Jazzclubs in Deutschland, der Schweiz, Österreich, Frankreich und bei internationalen Jazzfestivals, wie dem Jazzfest Berlin, „Pori Jazz“ Finnland, den Jazzfesten Hannover, Dresden, Mannheim, Saarbrücken, Frankfurt, „Jazz in the Garden“ (Berlin) und den Donaueschinger Musiktagen, er nahm teil an Rundfunk- und Fernsehproduktionen bei SFB, SWF, SR, ORF.
Von 1991 bis 1996 folgten mehrere Europatourneen mit den Musicals Hair und Elvis, 1991 war er an CD-Produktionen mit der Salsa-Band „Tumbao“ (Salsa par gozar, Vol. 1) und mit der international besetzten Big-Band „Experimenti Berlin Orchestra“ beteiligt.
1997 und 1998 arbeitete er als Trompetendozent beim Landesjugend-Jazz-Orchester Berlin und beim internationalen Jazzworkshop „Sommerakademie Berlin“.
1998/99 komponierte und arrangierte er die Musik für das Jazz-&-Lyrik-Projekt „Blutverteilung ist im Gange …“ und spielte im Jahre 2000 die zugehörige CD ein. 1999 gründete er gemeinsam mit dem Saxophonisten Bernd Krick mit der CD-Produktion Sinfonietta Burundi das Label „Mokri-Music“.
Seit 2000 ist er Mitglied der Berlin Big Band.
Matthias Harig lebt gegenwärtig als freier Musiker, Bandleader, Lehrer und Arrangeur in Berlin.